# Fichtelnaab
Fichtelnaab – rzeka w Bawarii, jedna z rzek źródłowych Waldnaab. Jej źródło znajduje się na południowym zboczu góry Ochsenkopf w Smreczanach. Łączy się z Tirschenreuther Waldnaab.